# Bóng đá tại Thế vận hội Mùa hè 2024 – Giải đấu Nữ – Bảng C
Bảng C của giải bóng đá nữ tại Thế vận hội Mùa hè 2024 sẽ diễn ra từ ngày 25 đến ngày 31 tháng 7 năm 2024. Bảng này bao gồm Brasil, Nhật Bản, Tây Ban Nha và Nigeria. Hai đội đứng đầu và hai đội đứng thứ ba có thành tích tốt nhất sẽ giành quyền vào vòng đấu loại trực tiếp.

## Các đội tuyển
| Vị trí bốc thăm | Đội tuyển   | Nhóm | Liên đoàn | Tư cách vượt qua vòng loại                                             | Ngày vượt qua vòng loại | Tham dự Thế vận hội | Tham dự cuối cùng | Thành tích tốt nhất lần trước |
| --------------- | ----------- | ---- | --------- | ---------------------------------------------------------------------- | ----------------------- | ------------------- | ----------------- | ----------------------------- |
| A1              | Tây Ban Nha | 1    | UEFA      | Top 2 Vòng chung kết Giải vô địch bóng đá nữ các quốc gia châu Âu 2024 | 23 tháng 2 năm 2024     | 0 lần               | Lần đầu           | Lần đầu                       |
| A2              | Nhật Bản    | 2    | AFC       | Top 2 Vòng loại bóng đá nữ Thế vận hội Mùa hè 2024 khu vực châu Á      | 28 tháng 2 năm 2024     | 5 lần               | 2020              | Huy chương Bạc (2012)         |
| A3              | Nigeria     | 4    | CAF       | Top 2 Vòng loại bóng đá nữ Thế vận hội Mùa hè 2024 khu vực châu Phi    | 9 tháng 4 năm 2024      | 3 lần               | 2008              | Hạng 6 (2004)                 |
| A4              | Brasil      | 3    | CONMEBOL  | Top 2 Cúp bóng đá nữ Nam Mỹ 2022                                       | 26 tháng 7 năm 2022     | 7 lần               | 2020              | Huy chương Bạc (2004, 2008)   |

## Bảng xếp hạng
| VT | Đội         | ST | T | H | B | BT | BB | HS | Đ | Giành quyền tham dự                 |
| -- | ----------- | -- | - | - | - | -- | -- | -- | - | ----------------------------------- |
| 1  | Tây Ban Nha | 3  | 3 | 0 | 0 | 5  | 1  | +4 | 9 | Đi tiếp vào vòng đấu loại trực tiếp |
| 2  | Nhật Bản    | 3  | 2 | 0 | 1 | 6  | 4  | +2 | 6 | Đi tiếp vào vòng đấu loại trực tiếp |
| 3  | Brasil      | 3  | 1 | 0 | 2 | 2  | 4  | −2 | 3 | Đi tiếp vào vòng đấu loại trực tiếp |
| 4  | Nigeria     | 3  | 0 | 0 | 3 | 1  | 5  | −4 | 0 |                                     |

Ở vòng tứ kết:
- Đội nhất bảng C là Tây Ban Nha đấu với đội đứng thứ ba bảng A là Colombia.
- Đội nhì bảng C là Nhật Bản đấu với đội nhất bảng B là Hoa Kỳ.
- Đội đứng thứ ba bảng C là Brasil đấu với đội nhất bảng A là Pháp.

## Các trận đấu

### Tây Ban Nha vs Nhật Bản
| Tây Ban Nha                   | 2–1      | Nhật Bản   |
| ----------------------------- | -------- | ---------- |
| - Bonmatí 22' - Caldentey 74' | Chi tiết | - Aoba 13' |

| Tây Ban Nha | Nhật Bản |

| GK               | 13 | Cata Coll            |     |     |
| RB               | 2  | Ona Batlle           |     |     |
| CB               | 4  | Irene Paredes (c)    | 42' |     |
| CB               | 14 | Laia Aleixandri      |     |     |
| LB               | 18 | Olga Carmona         |     | 60' |
| DM               | 12 | Patricia Guijarro    | 11' | 82' |
| CM               | 6  | Aitana Bonmatí       |     |     |
| CM               | 11 | Alexia Putellas      |     | 68' |
| RF               | 7  | Athenea del Castillo |     | 82' |
| CF               | 9  | Salma Paralluelo     |     |     |
| LF               | 8  | Mariona Caldentey    |     |     |
| Thay người:      |    |                      |     |     |
| DF               | 5  | Oihane Hernández     |     | 60' |
| FW               | 10 | Jennifer Hermoso     |     | 68' |
| FW               | 17 | Lucía García         |     | 82' |
| MF               | 3  | Teresa Abelleira     |     | 82' |
| Huấn luyện viên: |    |                      |     |     |
| Montserrat Tomé  |    |                      |     |     |

| GK               | 1  | Yamashita Ayaka  |  |     |
| CB               | 3  | Minami Moeka     |  |     |
| CB               | 4  | Kumagai Saki (c) |  |     |
| CB               | 6  | Tōko Koga        |  | 90' |
| RM               | 2  | Shimizu Risa     |  | 69' |
| CM               | 7  | Miyazawa Hinata  |  |     |
| CM               | 15 | Fujino Aoba      |  |     |
| LM               | 8  | Seike Kiko       |  | 46' |
| RF               | 14 | Hasegawa Yui     |  |     |
| CF               | 11 | Tanaka Mina      |  | 80' |
| LF               | 10 | Nagano Fuka      |  |     |
| Thay người:      |    |                  |  |     |
| FW               | 17 | Hamano Maika     |  | 46' |
| DF               | 5  | Takahashi Hana   |  | 69' |
| FW               | 19 | Chiba Remina     |  | 80' |
| DF               | 20 | Moriya Miyabi    |  | 90' |
| Huấn luyện viên: |    |                  |  |     |
| Ikeda Futoshi    |    |                  |  |     |

| Trợ lý trọng tài: Fatiha Jermoumi (Maroc) Diana Chikotesha (Zambia) Trọng tài thứ tư: Odette Hamilton (Jamaica) Trợ lý trọng tài video: Jérôme Brisard (Pháp) Trợ lý tổ trợ lý trọng tài video: Mahmoud Ashour (Ai Cập) |

### Nigeria vs Brasil
| Nigeria | 0–1      | Brasil           |
| ------- | -------- | ---------------- |
|         | Chi tiết | - Gabi Nunes 37' |

| Nigeria | Brasil |

| GK               | 16 | Chiamaka Nnadozie     |  |     |
| RB               | 2  | Michelle Alozie       |  |     |
| CB               | 14 | Oluwatosin Demehin    |  |     |
| CB               | 3  | Osinachi Ohale        |  |     |
| LB               | 5  | Chidinma Okeke        |  | 74' |
| CM               | 13 | Deborah Abiodun       |  |     |
| CM               | 10 | Christy Ucheibe       |  |     |
| RW               | 7  | Toni Payne            |  | 67' |
| AM               | 11 | Jennifer Echegini     |  | 67' |
| LW               | 15 | Rasheedat Ajibade (c) |  |     |
| CF               | 17 | Chinwendu Ihezuo      |  | 46' |
| Thay người:      |    |                       |  |     |
| FW               | 6  | Esther Okoronkwo      |  | 46' |
| FW               | 18 | Ifeoma Onumonu        |  | 67' |
| FW               | 12 | Uchenna Kanu          |  | 67' |
| DF               | 4  | Nicole Payne          |  | 74' |
| Huấn luyện viên: |    |                       |  |     |
| Randy Waldrum    |    |                       |  |     |

| GK               | 1  | Lorena         |     |     |
| RB               | 2  | Antônia        |     |     |
| CB               | 4  | Rafaelle Souza |     |     |
| CB               | 3  | Tarciane       |     |     |
| LB               | 6  | Tamires        |     | 36' |
| RM               | 14 | Ludmila        |     | 64' |
| CM               | 8  | Vitória Yaya   | 28' | 64' |
| CM               | 5  | Duda Sampaio   |     |     |
| LM               | 10 | Marta (c)      |     |     |
| CF               | 16 | Gabi Nunes     |     | 82' |
| CF               | 18 | Gabi Portilho  |     |     |
| Thay người:      |    |                |     |     |
| DF               | 13 | Yasmim         |     | 36' |
| FW               | 11 | Jheniffer      |     | 64' |
| MF               | 17 | Ana Vitória    |     | 64' |
| FW               | 7  | Kerolin        |     | 82' |
| Huấn luyện viên: |    |                |     |     |
| Arthur Elias     |    |                |     |     |

| Trợ lý trọng tài: Park Mi-suk (Hàn Quốc) Joanna Charaktis (Úc) Trọng tài thứ tư: Jelena Cvetković (Serbia) Trợ lý trọng tài video: Kate Jacewicz (Úc) Trợ lý tổ trợ lý trọng tài video: Ivan Bebek (Croatia) |

### Brasil vs Nhật Bản
| Brasil          | 1–2      | Nhật Bản                                 |
| --------------- | -------- | ---------------------------------------- |
| - Jheniffer 56' | Chi tiết | - Kumagai 90+2' (ph.đ.) - Tanikawa 90+6' |

| Brasil | Nhật Bản |

| GK               | 1  | Lorena         |     |     |
| RB               | 2  | Antônia        |     |     |
| CB               | 15 | Thaís          |     |     |
| CB               | 21 | Lauren         | 2'  | 46' |
| CB               | 4  | Rafaelle Souza |     |     |
| LB               | 13 | Yasmim         |     |     |
| CM               | 20 | Angelina       |     | 70' |
| CM               | 17 | Ana Vitória    |     |     |
| RF               | 19 | Priscila       |     | 46' |
| CF               | 16 | Gabi Nunes     |     | 46' |
| LF               | 10 | Marta (c)      | 44' | 85' |
| Thay người:      |    |                |     |     |
| FW               | 11 | Jheniffer      |     | 46' |
| FW               | 14 | Ludmila        |     | 46' |
| DF               | 3  | Tarciane       |     | 46' |
| MF               | 5  | Duda Sampaio   |     | 70' |
| FW               | 7  | Kerolin        |     | 85' |
| Huấn luyện viên: |    |                |     |     |
| Arthur Elias     |    |                |     |     |

| GK               | 1  | Yamashita Ayaka  |     |     |
| RB               | 20 | Moriya Miyabi    |     | 80' |
| CB               | 5  | Takahashi Hana   |     |     |
| CB               | 4  | Kumagai Saki (c) |     |     |
| CB               | 3  | Minami Moeka     | 71' |     |
| LB               | 6  | Tōko Koga        |     | 70' |
| CM               | 14 | Hasegawa Yui     |     |     |
| CM               | 10 | Nagano Fuka      |     |     |
| CM               | 7  | Miyazawa Hinata  |     | 80' |
| CF               | 17 | Hamano Maika     |     | 57' |
| CF               | 11 | Tanaka Mina      |     |     |
| Thay người:      |    |                  |     |     |
| FW               | 9  | Ueki Riko        |     | 57' |
| MF               | 8  | Seike Kiko       |     | 70' |
| MF               | 12 | Momoko Tanikawa  |     | 80' |
| FW               | 19 | Chiba Remina     |     | 80' |
| Huấn luyện viên: |    |                  |     |     |
| Ikeda Futoshi    |    |                  |     |     |

| Trợ lý trọng tài: Emily Carney (Anh) Franca Overtoom (Hà Lan) Trọng tài thứ tư: Tess Olofsson (Thụy Điển) Trợ lý trọng tài video: David Coote (Anh) Trợ lý tổ trợ lý trọng tài video: Jérôme Brisard (Pháp) |

### Tây Ban Nha vs Nigeria
| Tây Ban Nha    | 1–0      | Nigeria |
| -------------- | -------- | ------- |
| - Putellas 85' | Chi tiết |         |

| Tây Ban Nha | Nigeria |

| GK               | 13 | Cata Coll            |  |     |
| RB               | 5  | Oihane Hernández     |  | 46' |
| CB               | 4  | Irene Paredes (c)    |  |     |
| CB               | 14 | Laia Aleixandri      |  |     |
| LB               | 2  | Ona Batlle           |  |     |
| DM               | 3  | Teresa Abelleira     |  | 59' |
| CM               | 6  | Aitana Bonmatí       |  |     |
| CM               | 11 | Alexia Putellas      |  |     |
| RF               | 17 | Lucía García         |  | 46' |
| CF               | 9  | Salma Paralluelo     |  |     |
| LF               | 8  | Mariona Caldentey    |  |     |
| Thay người:      |    |                      |  |     |
| DF               | 18 | Olga Carmona         |  | 46' |
| MF               | 7  | Athenea del Castillo |  | 46' |
| MF               | 12 | Patricia Guijarro    |  | 59' |
| Huấn luyện viên: |    |                      |  |     |
| Montserrat Tomé  |    |                      |  |     |

| GK               | 16 | Chiamaka Nnadozie     |     |     |
| RB               | 2  | Michelle Alozie       |     | 72' |
| CB               | 3  | Osinachi Ohale        |     |     |
| CB               | 14 | Oluwatosin Demehin    |     |     |
| LB               | 5  | Chidinma Okeke        |     |     |
| CM               | 13 | Deborah Abiodun       |     |     |
| CM               | 10 | Christy Ucheibe       |     | 85' |
| RW               | 15 | Rasheedat Ajibade (c) |     |     |
| AM               | 7  | Toni Payne            |     |     |
| LW               | 8  | Asisat Oshoala        | 37' | 73' |
| CF               | 6  | Esther Okoronkwo      |     | 61' |
| Thay người:      |    |                       |     |     |
| FW               | 18 | Ifeoma Onumonu        |     | 61' |
| DF               | 4  | Nicole Payne          |     | 72' |
| FW               | 17 | Chinwendu Ihezuo      |     | 73' |
| FW               | 12 | Uchenna Kanu          |     | 85' |
| Huấn luyện viên: |    |                       |     |     |
| Randy Waldrum    |    |                       |     |     |

| Trợ lý trọng tài: Brooke Mayo (Hoa Kỳ) Kathryn Nesbitt (Hoa Kỳ) Trọng tài thứ tư: Odette Hamilton (Jamaica) Trợ lý trọng tài video: Paolo Valeri (Ý) Trợ lý tổ trợ lý trọng tài video: Lahlou Benbraham (Algérie) |

### Brasil vs Tây Ban Nha
| Brasil | 0–2      | Tây Ban Nha                          |
| ------ | -------- | ------------------------------------ |
|        | Chi tiết | - Del Castillo 68' - Putellas 90+17' |

| Brasil | Tây Ban Nha |

| GK               | 1            | Lorena        |       |     |
| RB               | 2            | Antônia       |       |     |
| CB               | 3            | Tarciane      |       |     |
| CB               | 21           | Lauren        |       |     |
| LB               | 6            | Tamires       |       | 61' |
| RM               | 14           | Ludmila       |       | 55' |
| CM               | 5            | Duda Sampaio  |       | 61' |
| CM               | 8            | Vitória Yaya  |       | 87' |
| LM               | 10           | Marta (c)     | 45+6' |     |
| CF               | 7            | Kerolin       |       | 62' |
| LF               | 9            | Adriana       |       |     |
| Thay người:      |              |               |       |     |
| FW               | 18           | Gabi Portilho |       | 55' |
| DF               | 13           | Yasmim        |       | 61' |
| MF               | 17           | Ana Vitória   |       | 61' |
| FW               | 11           | Jheniffer     |       | 62' |
| FW               | 16           | Gabi Nunes    |       | 87' |
| Huấn luyện viên: |              |               |       |     |
| Arthur Elias     | Arthur Elias | Arthur Elias  | 81'   |     |

| GK               | 13              | Cata Coll            |     | 75' |
| RB               | 2               | Ona Batlle           |     |     |
| CB               | 16              | Laia Codina          |     |     |
| CB               | 14              | Laia Aleixandri      |     |     |
| LB               | 18              | Olga Carmona (c)     |     |     |
| DM               | 3               | Teresa Abelleira     |     |     |
| CM               | 12              | Patricia Guijarro    |     | 59' |
| CM               | 15              | Eva Navarro          |     | 46' |
| RF               | 7               | Athenea del Castillo |     |     |
| CF               | 10              | Jennifer Hermoso     |     | 59' |
| LF               | 17              | Lucía García         |     | 46' |
| Thay người:      |                 |                      |     |     |
| FW               | 9               | Salma Paralluelo     |     | 46' |
| FW               | 8               | Mariona Caldentey    |     | 46' |
| MF               | 6               | Aitana Bonmatí       |     | 59' |
| MF               | 11              | Alexia Putellas      |     | 59' |
| GK               | 1               | Misa Rodríguez       |     | 75' |
| Huấn luyện viên: |                 |                      |     |     |
| Montserrat Tomé  | Montserrat Tomé | Montserrat Tomé      | 84' |     |

| Trợ lý trọng tài: Jan Erik Engan (Na Uy) Isaak Bashevkin (Na Uy) Trọng tài thứ tư: Jelena Cvetković (Serbia) Trợ lý trọng tài video: Rob Dieperink (Hà Lan) Trợ lý tổ trợ lý trọng tài video: Rodrigo Carvajal (Chile) |

### Nhật Bản vs Nigeria
| Nhật Bản                                   | 3–1      | Nigeria        |
| ------------------------------------------ | -------- | -------------- |
| - Hamano 22' - Tanaka 32' - Kitagawa 45+5' | Chi tiết | - Echegini 42' |

| Nhật Bản | Nigeria |

| GK               | 1  | Yamashita Ayaka  |  |       |
| RB               | 20 | Moriya Miyabi    |  | 80'   |
| CB               | 5  | Takahashi Hana   |  |       |
| CB               | 4  | Kumagai Saki (c) |  |       |
| CB               | 21 | Rion Ishikawa    |  |       |
| LB               | 13 | Kitagawa Hikaru  |  | 60'   |
| CM               | 17 | Hamano Maika     |  |       |
| CM               | 14 | Hasegawa Yui     |  | 60'   |
| CM               | 16 | Hayashi Honoka   |  |       |
| CF               | 11 | Tanaka Mina      |  | 46'   |
| CF               | 9  | Ueki Riko        |  | 90+3' |
| Thay người:      |    |                  |  |       |
| MF               | 8  | Seike Kiko       |  | 46'   |
| MF               | 10 | Nagano Fuka      |  | 60'   |
| MF               | 7  | Miyazawa Hinata  |  | 60'   |
| FW               | 19 | Chiba Remina     |  | 80'   |
| MF               | 12 | Momoko Tanikawa  |  | 90+3' |
| Huấn luyện viên: |    |                  |  |       |
| Ikeda Futoshi    |    |                  |  |       |

| GK               | 16 | Chiamaka Nnadozie     |       |       |
| RB               | 2  | Michelle Alozie       |       |       |
| CB               | 3  | Osinachi Ohale        |       | 90+1' |
| CB               | 14 | Oluwatosin Demehin    | 45+4' |       |
| LB               | 5  | Chidinma Okeke        |       | 46'   |
| CM               | 10 | Christy Ucheibe       |       |       |
| CM               | 13 | Deborah Abiodun       |       | 75'   |
| RW               | 15 | Rasheedat Ajibade (c) |       |       |
| AM               | 11 | Jennifer Echegini     |       |       |
| LW               | 7  | Toni Payne            |       |       |
| CF               | 8  | Asisat Oshoala        |       | 60'   |
| Thay người:      |    |                       |       |       |
| DF               | 4  | Nicole Payne          |       | 46'   |
| FW               | 17 | Chinwendu Ihezuo      |       | 60'   |
| FW               | 6  | Esther Okoronkwo      |       | 75'   |
| FW               | 12 | Uchenna Kanu          |       | 90+1' |
| Huấn luyện viên: |    |                       |       |       |
| Randy Waldrum    |    |                       |       |       |

| Trợ lý trọng tài: Migdalia Rodríguez (Venezuela) Mary Blanco (Colombia) Trọng tài thứ tư: Odette Hamilton (Jamaica) Trợ lý trọng tài video: Tatiana Guzmán (Nicaragua) Trợ lý tổ trợ lý trọng tài video: Guillermo Pacheco (México) |

## Kỷ luật của bảng đấu
Điểm kỷ luật sẽ được sử dụng như một tiêu chí xếp hạng nếu thành tích chung cuộc và thành tích đối đầu của các đội bằng nhau. Điểm này được tính dựa trên số thẻ vàng và thẻ đỏ nhận được trong tất cả các trận đấu vòng bảng như sau:
- thẻ vàng thứ nhất: trừ 1 điểm;
- thẻ đỏ gián tiếp (thẻ vàng thứ hai): trừ 3 điểm;
- thẻ đỏ trực tiếp: trừ 4 điểm;
- thẻ vàng và thẻ đỏ trực tiếp: trừ 5 điểm;

Chỉ một trong số các khoản trừ trên được áp dụng cho một cầu thủ trong một trận đấu duy nhất.
| Đội         | Trận 1   | Trận 1                                    | Trận 1 | Trận 1            | Trận 2   | Trận 2                                    | Trận 2 | Trận 2            | Trận 3   | Trận 3                                    | Trận 3 | Trận 3            | Điểm |
| Đội         | Thẻ vàng | Thẻ vàng · Thẻ vàng-đỏ (thẻ đỏ gián tiếp) | Thẻ đỏ | Thẻ vàng · Thẻ đỏ | Thẻ vàng | Thẻ vàng · Thẻ vàng-đỏ (thẻ đỏ gián tiếp) | Thẻ đỏ | Thẻ vàng · Thẻ đỏ | Thẻ vàng | Thẻ vàng · Thẻ vàng-đỏ (thẻ đỏ gián tiếp) | Thẻ đỏ | Thẻ vàng · Thẻ đỏ | Điểm |
| ----------- | -------- | ----------------------------------------- | ------ | ----------------- | -------- | ----------------------------------------- | ------ | ----------------- | -------- | ----------------------------------------- | ------ | ----------------- | ---- |
| Nigeria     |          |                                           |        |                   |          |                                           |        |                   | 1        |                                           |        |                   | –1   |
| Nhật Bản    |          |                                           |        |                   | 1        |                                           |        |                   |          |                                           |        |                   | –1   |
| Tây Ban Nha | 2        |                                           |        |                   |          |                                           |        |                   | 1        |                                           |        |                   | –3   |
| Brasil      | 1        |                                           |        |                   | 2        |                                           |        |                   | 1        |                                           | 1      |                   | –8   |